# أورسولا كاوجيل
كانت أورسولا موسير كاوجيل (بالإنجليزية: Ursula Cowgill)‏ (9 نوفمبر 1927 - 27 نوفمبر 2015)  عالمة أحياء وعالمة أنثروبولوجيا عملت في جامعة ييل وشركة داو للكيماويات وجامعة كولورادو خلال النصف الثاني من القرن العشرين. كان عملها يتضمن الممارسات الزراعية في أمريكا الوسطى ما قبل الكولومبية ومواسم الولادة في الكائن البشري، والعلاقة بين التحيز الثقافي بين الجنسين ووفيات الرضع، والدور المحتمل للسيلينيوم في تقليل الوفيات التابعة لإيدز. قامت ايضاً برعاية أربعة بوتو ومتابعتهم لسنوات عديدة ثم نشرت سلسلة من الملاحظات حول سلوكهم.
حصلت كاوجيل على درجة الدكتوراه من جامعة ولاية آيوا في عام 1956. فيما بعد، عملت ككيمياء تحليلي لعالم المسطحات المائية الداخلية ج. افيلين هاتشينسون. ظهرت مقالاتها الصحفية الأولى، بعضها نُشر بالاشتراك مع هاتشينسون، في أوائل الستينيات.
كانت كاوجيل تعيش في كولورادو في عام 2003 وكانت ناشطة في اتحاد الحريات المدنية الأمريكية بجانب بحثها العلمي.

## العمل والنتائج

### بوتوس
في عام 1959، وصل ثلاثة أزواج من حيوان البوتو من غرب إفريقيا إلى مختبر يالزبورن لعلم الحيوان. في البداية كانوا يعيشون في المختبر مع عدد من أخرى الحيوانات الناشطة ليلاً و السعالي البدائية تحت دراسة كاوجيل وهاتشينسون. في عام 1964، أخذت كاوجيل اثنين من الأزواج للعيش معها واعتنت بهم حتى عام 1981 حيث أعطت الذكر الوحيد المتبقي على قيد الحياة لزميل لها.
بينما كان حيوان البوتو معهم، نشرت كاوجيل عددًا من المقالات الصحفية بهن شتى المحتويات حول دراستهم مثل تشريحهم ونظامهم الغذائي والتكاثر والأمراض والتعافي والسلوك الاجتماعي. تعتبر هذه المنشورات إحدى الدراسات القليلة طويلة الأمد لحيوان البوتو تحت الحبس والمتابعة.

### مايا الزراعة
بين عامي 1961 و 1963، درس كاوجيل وهاتشينسون التربة في حوض بيتين، غواتيمالا، للتعرف على آثار الممارسات الزراعية لحضارة مايا ما قبل الكولومبية. اثبتت النتائج التي توصلوا إليها أن طرق المايا للزراعة لها اثر سلبي علي العناصر الحيوية للتربة بشكل تدريجي، مما يعني أنها في النهاية أصبحت التربة غير قادرة على الحفاظ على المحاصيل. ربط بعض العلماء الحالة السلبية للتربة بانحدار القرن العشرين لمستوطنات المايا الحضرية في منطقة بيتين.

### نسبة الجنس ووفيات الأطفال
استخدمت كاوجيل كلا من السجلات التاريخية في إنجلترا والملاحظات المعاصرة في غواتيمالا في دراستها لنوع الجنس ووفيات الأطفال. لاحظت كاوجيل عبر استعانتها بسجلات المواليد والوفيات من سجلات أبرشية التابعة الي يورك بين 1538 و 1812، ان طوال تاريخ المدينة، نسبة الوفيات للفتيات في كل مرحلة من مراحل الطفولة اعلى من الاولاد ذو نفس العمر مما ادى الي وصول نسبة الذكور البالغين 136 من الذكور لكل 100 أنثى. افترضت كاوجيل أن هذا يرجع جزئيا إلى أن الفتيات كانوا أكثر عرضة لأن يكونوا ضحايا قتل الأطفال، وجزئيا لأن الاولاد يتلقون تغذية ورعاية أفضل من البنات.
في غواتيمالا، درست كاوجيل قرية من السكان الأصليين حيث وجدت نسبة الجنس أكثر انحرافًا -178: 100. لاحظت كاوجيل أن الأمهات في هذه القرية يرضعن الذكور لفترة أطول بكثير من البنات، ويمنحهن معاملة تفضيلية حتى بعد الفطام. كاوجيل وهاتشنسون أيضًا وضعوا نظرية بأن السلوك الجنسي المثير للفتيات في هذه القرية قد يكون ادآه تكيف ضد المفترسات.

### مواسم الميلاد
قامت كاوجيل بأحدى أولى الدراسات العلمية للموسمية في التكاثر البشري. لاحظت كاوجيل من خلال اخذها لالبيانات من السجلات التاريخية والشعوب الأصلية في مختلف البلدان، أن الحمل والولادة في البشر، مثل العديد من الحيوانات الأخرى، يتبعون الأنماط الموسمية إلى حد ما. لأن النمط كان مختلف في شمال وجنوب الكرة الأرضية، افترضت كاوجيل أن الطقس كان عاملا حاسما. ومع ذلك، وجدت أنه تم تعطيل النمط في المناطق الحضرية والصناعية. شكلت كاوجيل مقالها عام 1966 حول هذا الموضوع، المنشور في مجلة علم البيئة والذي يعتبر أساس للبحث اللاحق من قبل علماء آخرين.

### السيلينيوم والإيدز
في عام 1997، قامت كاوجيل بقياس محتوى السيلينيوم للتربة في مواقع مختلفة في الولايات المتحدة من خلال قياس معدل المعادن التي امتصها البرسيم. ثم ربطت هذه المعلومات مع معدل وفيات الإيدز في المنطقة. ووجدت أنه كلما زاد وجود السيلينيوم في التربة، انخفض معدل الوفيات بسبب الإيدز وكانت هذه العلاقة قوية خاصةً بين المواطنين الأمريكيين من أصل أفريقي.

## المنشورات
- Cowgill، U. M.؛ Bishop، A.؛ Andrew، R. J.؛ Hutchinson، G. E. (1962). "An Apparent Lunar Periodicity in the Sexual Cycle of Certain Prosimians". Proceedings of the National Academy of Sciences of the United States of America. ج. 48 ع. 2: 238–41. Bibcode:1962PNAS...48..238C. DOI:10.1073/pnas.48.2.238. JSTOR:71188. PMC:220764. PMID:16590923.
- باجو دي سانتا في (مع GE Hutchinson). كتاب 1963.
- Cowgill، UM؛ Hutchinson، GE (1963). "Sex-ratio in childhood and the depopulation of the Peten, Guatemala". Human Biology. ج. 35: 90–103. PMID:14023537.
- Cowgill، U. M. (1966). "Season of Birth in Man. Contemporary Situation with Special Reference to Europe and the Southern Hemisphere". Ecology. ج. 47 ع. 4: 614–623. DOI:10.2307/1933939. JSTOR:1933939.
- تاريخ Laguna de Petenxil ، وهي بحيرة صغيرة في شمال غواتيمالا . الكتاب، 1966.
- Cowgill، UM (1967). "Heat transfer solely by molecular conduction in the metalimnion". Proceedings of the National Academy of Sciences of the United States of America. ج. 57 ع. 2: 198–200. Bibcode:1967PNAS...57..198C. DOI:10.1073/pnas.57.2.198. PMC:335487. PMID:16591451.
- Cowgill، UM (1977). "A myeloliposarcoma in a female Perodicticus potto: Mineralogical and elemental chemical analysis". Journal of Medical Primatology. ج. 6 ع. 2: 114–8. DOI:10.1159/000459730. PMID:406401.
- Cowgill، UM (1977). "Elemental analysis of a tumor from a nocturnal prosimian with special emphasis on bromine". The Science of the Total Environment. ج. 7 ع. 1: 63–9. Bibcode:1977ScTEn...7...63C. DOI:10.1016/0048-9697(77)90017-1. PMID:402025.
- Cowgill، UM؛ Zeman، LB (1980). "Normal blood values of an adult male Perodicticus potto with comparative data from other primates". Folia Primatologica. ج. 33 ع. 4: 273–90. DOI:10.1159/000155942. PMID:7419137.
- Cowgill، UM (1988). "The tellurium content of vegetation". Biological Trace Element Research. ج. 17: 43–67. DOI:10.1007/BF02795446. PMID:2484368.
- علم السموم المائية وتقييم المخاطر ، المجلد الثاني عشر (مع Llewellyn R. Williams). كتاب 1989.
- Cowgill، UM؛ Milazzo، DP؛ Landenberger، BD (1990). "The reproducibility of the three brood Ceriodaphnia test using the reference toxicant sodium lauryl sulfate". Archives of Environmental Contamination and Toxicology. ج. 19 ع. 4: 513–7. DOI:10.1007/BF01059069. PMID:2386407.
- Cowgill، UM؛ Milazzo، DP (1991). "The response of the three brood Ceriodaphnia test to fifteen formulations and pure compounds in common use". Archives of Environmental Contamination and Toxicology. ج. 21 ع. 1: 35–40. DOI:10.1007/BF01055553. PMID:1898115.
- Cowgill، UM (1991). "Variation in the nitrotoxin concentration of 13 species of Astragalus (Fabaceae) over a 6-year period". Biological Trace Element Research. ج. 31 ع. 2: 111–8. DOI:10.1007/BF02990419. PMID:9438032.
- Cowgill، UM (1997). "The distribution of selenium and mortality owing to acquired immune deficiency syndrome in the continental United States". Biological Trace Element Research. ج. 56 ع. 1: 43–61. DOI:10.1007/BF02778983. PMID:9152511.